# Paracoryphella parva
Paracoryphella parva is een slakkensoort uit de familie van de Paracoryphellidae. De wetenschappelijke naam van de soort is voor het eerst geldig gepubliceerd in 1963 door Hadfield als Coryphella parva.